# Сара Брайтман
Сара Брайтман (на английски: Sarah Brightman) е британска певица и актриса.

## Биография

### Детство и младежки години
Родена е в Бъркхамстед, Англия, Великобритания на 14 август 1960 г. Тя е най-голямото от 6-те деца на бизнесмена Гринвил Джофри Брайтман и съпругата му Пола Брайтман. Израства в родния си град. На 3-годишна възраст започва да посещава курсове по танци и пиано. През 1976 г., на 16-годишна възраст, тя е избрана за фронт момичето на групата Hot Gossip на Арлин Филипс. През 1978 г. групата издава диско хита I Lost My Heart to a Stasrhip Trooper, който продава 500 хиляди копия и достига 6-о място в официалната класация за сингли на Великобритания. Непосредствено след това Брайтман създава свой собствен лейбъл, наречен Уиспър Рекърдс, и чрез него издава поредица от поп сингли като солов изпълнител, най-големите хитове сред които са Not Having That и My Boyfriend's Back. През 1979 г. Брайтман записва парчето Madam Hyde за саундтрака на филма „Светът е пълен с женени мъже“, по романа на Джаки Колинс.

### Театрална кариера
През 1981 г. Сара Брайтман се явява на прослушване за мюзикъла „Котки“ на Андрю Лойд Уебър, където е избрана за ролята на Джемима. Въпреки това обаче тогава тя не прави особено впечатление на Уебър. Година по-късно тя напуска „Котки“ за да играе в „Пиратите от Пензънс“ на лондонския театър Дръри Лейн. През 1982 г. е избрана за главната роля в оперния мюзикъл „Славеят“ на Чарлз Щраус, който променя живота ѝ, след като една вечер Андрю Лойд Уебър, който е сред зрителите, се влюбва в гласа ѝ, и за отрицателно време се влюбва в нея, след което двамата започват връзка, силно одумвана от таблоидите и британското общество. През 1984 г. двамата сключват брак.
Сара Брайтман се превръща в най-голямата муза на Уебър. Първата им съвместна работа е мюзикълът „Песен и танц“, поставен на сцена същата година в лондонския Палас Тиатър. Впоследствие Уебър сътворява Фантомът на операта, като написва и композира ролята на Кристин Дае специално за Брайтман. Още с премиерата си на сцената на Уест Енд през 1986 продукцията предизвиква фурор и превръща Брайтман в най-известния  сопран във Великобритания. През 1988 г. „Фантомът на операта“ е представен и на сцената на Бродуей в Ню Йорк, където се играе и до днес. Оригиналните композиции, включени в продукцията, са реализирани като албум, продаден в над 40 милионен тираж, което и до днес е ненадминат рекорд за албум с театрална музика.
През 1990 г. Сара Брайтман работи за последно с Уебър в мюзикъла „Аспекти на любовта“. Същата година двамата се развеждат и същевременно прекратяват и съвместната си работа. Между 1992 г. и 1995 г. Брайтман се ориентира към прозата и получава роли в четири спектакъла, всички на английска сцена.

### Музикална кариера
След като прекратява диско поп кариерата си и се омъжва за Андрю Лойд Уебър, Сара Брайтман започва да се изявява като оперна певица. Със съпруга си тя записва поредица от успешни арии. Година след сватбата им, Уебър написва и композира шедьовъра „Реквием“ специално за съпругата си. Арията Pie Jesu от произведението дори е издадена като сингъл, който продава 25 хиляди екземпляра само през първия си ден на музикалния пазар и достига 3-то място в сингъл класацията на Великобритания, което е парадоксален успех за ария на латински език. Паралелно с оперната си работа, през 1988 Брайтман издава и първия си солов албум The Trees They Grow So High, който е компилация от фолк песни с акомпанимент на пиано. През 1989 г. изпълнителката издава последния си албум с оригинален материал с Уебър – The Songs That Got Away, който включва ревизии на неизвестни или забравени произведения от стари мюзикъли. В годината на развода със съпруга си, 1990 г., Брайтман издава втория си самостоятелен албум As I Came of Age, който от музикална гледна точка е нещо като ретроспекция на кариерата ѝ дотогава, тъй като включва микс от най-различни стилове – от диско до една песен на Уебър – Love Changes Everything.
Година след развода си и след успеха на „Фантомът на операта“, Сара Брайтман решава да излезе от сянката на бившия си съпруг и заминава за Германия. Там тя се среща с продуцента на Енигма – Франк Питърсън – с когото започва студийна работа над проект, който няма нищо общо с нейното творчество дотогава. Така се ражда албумът Dive, който комбинира поп, чилаут и софт рок атмосфера и разкрива нови, по-неангажиращи тонове в гласа на Брайтман. Пилотният сингъл от тавата Captain Nemo пожънва успех и Dive се превръща в първия златен диск на изпълнителката в Канада. Вдъхновени от свежия успех, Брайтман и Питърсън продължават да експериментират и създават рок албума Fly, който излиза през 1995 година. От него е и един от най-големите хитове на певицата – A Question of Honour, който комбинира денс елементи със сегмент от арията на Алфредо Каталани Ebben? Ne andrò lontana от операта La Wally.
През 1996 г. Сара Брайтман записва дуета Time To Say Goodbye с Андреа Бочели, който се превръща в глобален хит, като продава 2 милиона екземпляра само в Германия. Именно този дует връща Брайтман към нейното класическо амплоа. Година по-късно тя издава оперния диск Timeless (в САЩ Time To Say Goodbye), който се превръща в най-успешния ѝ самостоятелен албум до днес, продаден в над 12 милионен тираж по целия свят. Изпълнителката се завръща триумфално и в родната Англия, където изнася легендарния си концерт в Royal Albert Hall в Лондон, на който специален гост на сцената при нея е бившият ѝ съпруг Андрю Лойд Уебър.
През 1998 г. Брайтман записва и издава албума Eden, който според нея самата, както и според нейните почитатели, най-добре описва нейната личност. Тя сама подбира лично всяка песен и дори засипва със собственоръчно написани писма италианския композитор Енио Мориконе, молейки го да ѝ продаде правата на неговата композиция от филма „Мисията“ за да запише песен с нея. След няколко отказа накрая Мориконе се съгласява и така се ражда хитът Nella Fantasia – емблематична песен за Брайтман, впоследствие изпята и записана от многобройни изпълнители от целия свят. Сред останалите забележителни песни в Eden са кавърът на песента на групата Канзас Dust In The Wind, кавърът на песента на Селин Дион My Heart Will Go On от филма Титаник, изпята на италиански език със заглавие Il Mio Cuore Va, и ариите Nessun Dorma на Джакомо Пучини и Lascia ch'io Pianga на Хендел. Дискът става платинен в четири държави и златен в три, измежду които САЩ, където са продадени близо милион копия. Следващата година Брайтман стартира първото си интерконтинентално турне под надслов One Night In Eden. В рамките на седем месеца тя изнася общо 101 концерта в Северна Америка, Европа и Африка.
Веднага след края на турнето си, Сара Брайтман започва интензивна работа над следващия си албум. La Luna се появява на бял свят през април 2000 г. в Европа и през август в Америка. Концепцията на албума, както подсказва и заглавието, е Луната и лунният пейзаж. Съдържанието на тавата отново е микс от поп и класическа музика, но този път атмосферата в песните е значително по-мрачна и мистична. Класическата част включва How Fair This Place на Рахманинов, Solo Con Te на Хендел, La Califfa на Енио Мориконе, както и Figlio Perduto, базирана на сегмент от Симфония номер 7 на Бетовен. Сред поп парчетата фигурират Winter in July, кавъри на песените на Дайдо Here With Me и Hijo De La Luna на испанската група Мекано, и баладата This Love – най-драматичната включена песен. В La Luna Брайтман записва за първи път и джаз парче – Gloomy Sunday. Официалните сингли са A Whiter Shade of Pale и Scarborough Fair. Втората се превръща в хит в Азия и прокарва пътя на изпълнителката към азиатския пазар. La Luna достига 17-о място в класацията ТОП 200 за албуми на американското списание Билборд и става златен, с продадени над 870 хиляди копия. Следва 10-месечно световно турне La Luna Tour, което обхваща 4 континента и включва общо 108 концерта.
През 2003 г. Брайтман успява още веднъж да изненада публиката с изцяло нова концепция. На 19 март 2003 г. тя издава албума Harem, чийто саунд е изцяло концентриран около азиатските етно ритми и звуци. Често определян като най-виртуозното самостоятелно творение на певицата, темата на Harem са митовете и фантазиите на арабския свят. За да бъде още по-достоверна, Брайтман работи над албума с арабски звезди като Кадим Ал Саир и Офра Хаза. Две от песните в албума включват соло на виолончело, изпълнено от световноизвестния Найджъл Кенеди. Дискът става златен в 6 държави, този път главно в Азия. Последвалото световно турне Harem World Tour е най-успешното за Брайтман дотогава, със 119 концерта в 28 държави и приходи от над 60 милиона долара.
След 5-годишно затишие през 2008 г. певицата се завръща на музикалната сцена с албума Symphony, вдъхновен от готик и рок музиката. Водещото парче на тавата Fleurs du Mal е в стил симфоничен метъл. Наред с колекцията от поп и рок парчета, в диска Брайтман включва и нов дует с Андреа Бочели – Canto Della Terra. Symphony бележи най-високия дебют в САЩ за изпълнителката в класацията ТОП 200 на Билборд – 13-о място с 32033 продадени копия през първата седмица. Освен това дискът става платинен в Китай – още едно ново постижение.
В края на 2008 г. Сара Брайтман издава и първия си албум на зимна и празнична тематика, наречен A Winter Symphony, заради непосредствената близост с издаването на предишния Symphony. Наред с класики като Silent Night и Amazing Grace, тя включва и два различни варианта на „Аве Мария“ и вокална версия на класиката на АББА Arrival. В този албум Сара Брайтман показва най-нежните вокални тонове в цялата си кариера (най-вече в In The Bleak Midwinter, за която гласът ѝ е сравнен с този на малко дете), което се приема както много положително от някои слушатели, така и отрицателно. A Winter Symphony става златен в Канада, Китай и Япония. Следва турнето Symphony World Tour, което показва няколко новаторски сценични ефекти, невиждани до момента. Това е и най-скъпото турне на Брайтман – според различни източници сценичното оборудване е било на стойност 2 милиона долара и е тежало около 100 тона.
През април 2013 г. Сара Брайтман ще издаде новия си албум Dreamchaser, чиято тематика е космосът. Концепцията, както вече стана известно, е вдъхновена от предстоящото пътуване на певицата до Международната космическа станция през 2014. От албума са издадени два сингъла – Angel и One Day Like This.
На 12 ноември 2014 година Брайтман изнесе първия си концерт пред българска публика, в зала „Арена Армеец“ – София. Концертът е част от световното турне на мегазвездата SARAH – Greatest Hits Tour. За първи път българските ѝ почитатели чуват на живо най-големите ѝ хитове. Британското сопрано дава един от последните си концерти на Земята, преди да се оттегли в едногодишна пауза. Тя е от избраните да посетят Международната космическа станция.
Сара Брайтман ще бъде осмият космически турист в историята и първият изпълнител, който ще пее на живо от МКС. 
През януари 2015 г. най-продаваното сопрано в света ще започне тренировките, които ще се проведат в Хюстън, САЩ и Звездния град в Русия. Специалните тренировки ще продължат над 9 месеца. Реалната подготовка за пътуването обаче е започнала още преди година – Сара следва определен режим на хранене и пие специални медикаменти.

## Гласът
Гласът на Сара Брайтман е сопран с диапазон 3.9 октави.

## Дискография

### Самостоятелни албуми
- The Trees They Grow So High (1988)
- As I Came of Age (1990)
- Dive (1993)
- Fly (1995)
- Timeless (1996)
- Eden (1998)
- La Luna (2000)
- Harem (2003)
- Symphony  (2008)
- A Winter Symphony  (2008)
- Dreamchaser (2013)

## Албуми с Андрю Лойд Уебър
- Cats (1981)
- Song and Dance (1984)
- Requiem (1985)
- Phantom Of The Opera (1987)
- Highlights from Phantom Of The Opera (1988)
- The Songs That Got Away (1989)
- Sarah Brightman Sings the Music of Andrew Lloyd Webber (1992)
- Surrender (1995)
- The Andrew Lloyd Webber Collection (1997)
- Encore (2002)
- Love Changes Everything: The Andrew Lloyd Webber Collection, Voulme 2 (2005)

### Най-големи хитове
- Pie Jesu (Requiem)
- The Music Of The Night (The Phantom Of The Opera)
- Wishing You Were Somehow Here Again (The Phantom Of The Opera)
- All I Ask Of You (The Phantom Of The Opera
- Amigos Para Siempre (дует с Хосе Карерас
- Captain Nemo (Dive)
- A Question Of Honour (Fly)
- Time To Say Goodbye (дует с Андреа Бочели) (Timeless)
- Just Show Me How To Love You (дует с Хосе Кура (Timeless)
- Who Wants To Live Forever (Timeless)
- Eden (Eden)
- Deliver Me (Eden)
- Nella Fantasia (Eden)
- So Many Things (Eden)
- Anytime, Anywhere (Eden)
- Nessun Dorma (Eden)
- Scarborough Fair (La Luna)
- A Whiter Shade Of Pale (La Luna)
- Ave Maria//Winter Light (Classics)
- Harem (Harem)
- It's A Beautiful Day (Harem)
- La Pasion (дует с Фернандо Лима)
- Fleurs Du Mal (Symphony)
- Running (Symphony)
- Pasion (Symphony)

## Участия/роли

### Мюзикъли
- I And Albert (в ролята на Вики), 1973
- Cats (в ролята на Джемима), 1981
- The Pirates of Penzance (в ролята на Кейт), 1982
- Masquerade (в ролята на Тара Трийтопс), 1982
- Nightingale (в ролята на Nightingale), 1982
- Carousel (в ролята на Кари Пипъридж), 1987
- Реквием (сопрано), 1985
- The Merry Widow (в ролята на Valencienne), 1985
- Фантомът от Операта (в ролята на Кристин Дайе), 1986
- Aspects of Love (в ролята на Роуз Вайбърт), 1990

### Пиеси
- Trelawny of the Wells (в ролята на Роуз Трилъуни), 1992
- Relative Values (в ролята на Миранда), 1993
- Dangerous Obsession (в ролята на Сали Дрискъл), 1994
- The Innocents (в ролята на мис Джидънс), 1995

## Видеозаписи
- Song and Dance (1983) – в ролята на Ема
- Реквием (1985) – сопрано
- Фантомът от Операта (1991) – в ролята на Кристин Дайе
- The Music of Andrew Lloyd Webber (1995)
- A Gala Christmas in Vienna (1997)
- Sarah Brightman In Concert (1998)
- One Night In Eden (1998)
- Andrew Lloyd Webber: The Royal Albert Hall Celebration (1998)
- Rosamunde Pilcher – Zeit der Erkenntnis (2000)
- Sarah Brightman: La Luna: Live In Concert (2001)
- Harem: A Desert Fantasy (2003)
- Live From Las Vegas (2004)
- Sarah Brightman – Symphony. Live in Vienna (2008) DVD